# Narrgnistor och transkriptioner
Narrgnistor och transkriptioner är ett album av vissångaren Cornelis Vreeswijk, utgivet 1976 på skivbolaget Philips Records.

## Låtlista
Alla låtar skrivna av Cornelis Vreeswijk om inte annat anges.

### Sida A
1. Balladen om båtsman Charlie Donovan – 4:02
2. Herreman Jarl den onde – 2:29
3. Till Bacchus på Bellmans vis – 4:21
4. En inskription (Jan Ero Olsen/Cornelis Vreeswijk) – 1:38
5. Visa till polaren Per när han gick in i dimman – 2:17
6. Visa till dig (Jan Ero Olsen/Cornelis Vreeswijk) – 2:26

### Sida B
1. Till visans vänner – 4:23
2. Åttio (80) små lökar – 2:38
3. Visa vid Nybroviken – 2:24
4. Marcuses skog – 2:44
5. Transkription för Sören Kierkegaard – 2:15
6. Balladen om Nils Johan Einar Ferlin – 1:57

## Medverkande musiker

### iOslo
- Cornelis Vreeswijk – gitarr, sång
- Jan Ero Olsen – gitarr, sång
- Torbjörn Willassen – gitarr, körsång
- Onkel Torleif, Alexandra Sandöy – körsång
- Finn Kalvik – gitarr
- Svein Gundersen – elbas
- Björn Borge-Lunde – congas
- Per Ivar Johansen – trummor

### i Solna ochHilversum(Holland)
- Henny Kluvers – sax, flöjt
- Björn Linder – gitarr
- Bengt Karlsson – gitarr
- Knud Jørgensen – piano
- Sture Nordin – bas